# Клименки (Краснинский район)
Клименки — деревня в Краснинском районе Смоленской области России. Входит в состав Красновского сельского поселения. Население — 5 жителей (2007 год). 
Расположена в западной части области в 28 км к северо-западу от Красного, в 1,5 км южнее автодороги М1 «Беларусь», на берегу реки Днепр. В 2 км северо-восточнее деревни расположена железнодорожная станция Красное на линии Москва — Минск. 

## История
В годы Великой Отечественной войны деревня была оккупирована гитлеровскими войсками в июле 1941 года, освобождена в сентябре 1943 года.